# Taiwan Jones
Taiwan Asti Eric Jones (San Francisco, 26 luglio 1988) è un giocatore di football americano statunitense che gioca nel ruolo di running back per i New York Giants della National Football League (NFL). Fu scelto nel corso del quarto giro (125º assoluto) del draft NFL 2011 dai Raiders. Al college giocò a football alla Eastern Washington University.

## Carriera

### Oakland Raiders
Jones fu scelto nel corso del quarto giro del Draft 2011 dagli Oakland Raiders. Il 29 luglio firmò un contratto quadriennale per un totale di 2,445 milioni di dollari, inclusi 405.000$ di bonus alla firma. Durante il suo primo ritiro subì un infortunio al hamstring. Debuttò come professionista il 12 settembre 2011 contro i Denver Broncos con la squadra speciale. Il 18 settembre contro i Buffalo Bills fece la sua prima corsa in carriera guadagnando 4 yard, mentre il 25 dello stesso mese contro i New York Jets fece la sua prima ricezione in carriera perdendo però 5 yard. Chiuse la stagione da rookie giocando 10 partite, saltando le ultime 6 a causa di un infortunio all'hamstring.
Nella stagione successiva, il 4 novembre 2012 contro i Tampa Bay Buccaneers subì un fumble su ricezione. Venne impiegato poco nelle azioni offensive, trovò invece maggior spazio negli Special Team. Giocò 14 partite con 12 tackle. Terminata la stagione venne spostato da runnig back a cornerback, lo stesso ruolo del college.
Nella settimana 10 del 2013 contro i New York Giants forzò un importante fumble sulle 23 yard avversarie ai danni di Jerrel Jernigan, poi recuperato dal proprio compagno di squadra Andre Holmes. Chiuse la stagione giocando 16 partite con 14 tackle totali e un fumble forzato. Il 24 febbraio 2014 firmò un'estensione di 3 anni per un totale di 4,335 milioni di dollari.

### Buffalo Bills
Nel 2017, Jones firmò con i Buffalo Bills.

### Houston Texans
Il 14 marzo 2019 Jones firmò con gli Houston Texans.

### Buffalo Bills
Jones firmò per fare ritorno con i Buffalo Bills il 30 marzo 2020.

### New York Giants
Il 31 agosto 2023 Jones firmò con la squadra di allenamento dei New York Giants.